# Рокета Нуова (Изернија)
Рокета Нуова је насеље у Италији у округу Изернија, региону Молизе.
Према процени из 2011. у насељу је живело 608 становника. Насеље се налази на надморској висини од 555 м.